# モハメド・カンノ
モハメド・イヴラヒム・アブドッラー・カンノ（アラビア語: محمد إبراهيم عبد الله كنو、Mohamed Ibrahim abdullah Kanno、1994年9月22日 - ）はサウジアラビア・アル・コバール出身のサッカー選手。サウジ・プロフェッショナルリーグ ･ アル・ヒラル所属。サウジアラビア代表。ポジションはMF。
高身長な体格と高い身体能力を武器とするプレースタイルが似ていることから「サウジアラビアのポール・ポグバ」と呼ばれている。

## 経歴
2013年に当時サウジ・プロフェッショナルリーグに在籍していたアル・イテファクに加入した。しかし2014年にチームは降格したが、カンノは残留。2016年のアル・イテファクが再昇格する際の主力となった。
2017年7月3日、アル・ヒラルと5年契約を結んだ。AFCチャンピオンズリーグ2017決勝の浦和レッドダイヤモンズ戦にも出場したが、チームを優勝に導くことはできなかった。

### 代表
2018 FIFAワールドカップを戦うサウジアラビア代表の本大会メンバーに選ばれた。
2022 FIFAワールドカップの本大会メンバーに選ばれ、3試合に出場した。

## 代表歴

### 出場大会
- サウジアラビア代表
  - 2018 FIFAワールドカップ
  - 2022 FIFAワールドカップ

### 試合数
- 国際Aマッチ 47試合 2得点（2017年-）[4]

| サウジアラビア代表 | 国際Aマッチ | 国際Aマッチ |
| 年                 | 出場        | 得点        |
| ------------------ | ----------- | ----------- |
| 2017               | 2           | 0           |
| 2018               | 7           | 1           |
| 2019               | 6           | 0           |
| 2020               | 2           | 0           |
| 2021               | 8           | 0           |
| 2022               | 16          | 0           |
| 2023               | 6           | 1           |
| 2024               |             |             |
| 通算               | 47          | 2           |

## タイトル

### クラブ
アル・ヒラル
- サウジ・プロフェッショナルリーグ: 2017-18,2019-20,2020-21,2021-22,2023-24[5]
- サウジ国王杯:2020,2023
- サウジスーパーカップ:2018,2021,2024
- AFCチャンピオンズリーグ:2019,2021